# استرعاء الانتباه
إن التمتع بانتباه الآخرين يعد مقبولاً من الناحية الاجتماعية في بعض المواقف. ولكن في بعض الحالات يمكن أن تؤدي الحاجة للانتباه إلى صعوبات. ويعد مصطلح استرعاء الانتباه (أو جذب الانتباه) شكلاً من أشكال تدبر المواقف وهو بشكل عام يعبر عن مثل تلك المواقف حيث يتم «السعي لاسترعاء الانتباه بطريقة غير لائقة». ويمكن أن يكون طوعيًا أو قسريًا. وغالبًا ما يستخدم هذا المصطلح في المواقف العائلية والمسرحية والتكتيكية والتسويقية وغيرها من المواقف. كما يمكن أيضًا استخدامه كتمويه.

## في أمراض أو سياقات مختلفة
- قصور الانتباه وفرط الحركة
- مونخهاوزن باستخدام الإنترنت
- متلازمة مونخهاوزن
- متلازمة مونخهاوزن بالوكالة
- اضطرابات الشخصية - هي نمط مستمر من السعي لاسترعاء الانتباه لدى البالغين وغالبًا ما ترتبط على وجه الخصوص بالشخصية الهستيرية - وقد ترتبط أيضًا بالشخصية النرجسية أو الشخصية الحدية.[3] يرتبط تعبير دراما كوين بالسلوك المتكلف.
- السلوك المدمر للذات - من الأفكار الخاطئة الشائعة أن السلوك المدمر للذات هو في الأصل يسعى لاسترعاء الانتباه، أو على الأقل يكون هذا الانتباه هو الدافع الرئيسي. وفي حين أن ذلك يعد صحيحًا بلا أدنى شك في بعض الحالات، ولكن عادة ما يكون الدافع أعمق من هذا بكثير. والعديد من الذين يلحقون الأذى بأنفسهم يكون لديهم خجل شديد من جروحهم وندوبهم ويؤدي شعورهم بالذنب تجاه سلوكهم إلى بذل جهد كبير لإخفاء هذا السلوك عن الآخرين.[4]
- اعتراف زائف طوعي

## التجاهل التكتيكي
التجاهل التكتيكي، يعرف أيضًا بالتجاهل المخطط له، وهو إستراتيجية سلوكية تستخدم كاستجابة للتصدي للسلوك الذي يسعى إلى لفت الانتباه أو الحصول على رد فعل من الآخرين. وهو إستراتيجية شائعة الاستخدام عندما يكون سلوك الشخص الذي يقوم باسترعاء الانتباه ما زال يشعر بالمكافأة من خلال الاستجابات السلبية.